# Werner Tscholl
Werner Tscholl (* 12. Februar 1955 in Latsch) ist ein italienischer Architekt aus Südtirol.

## Leben und Werk

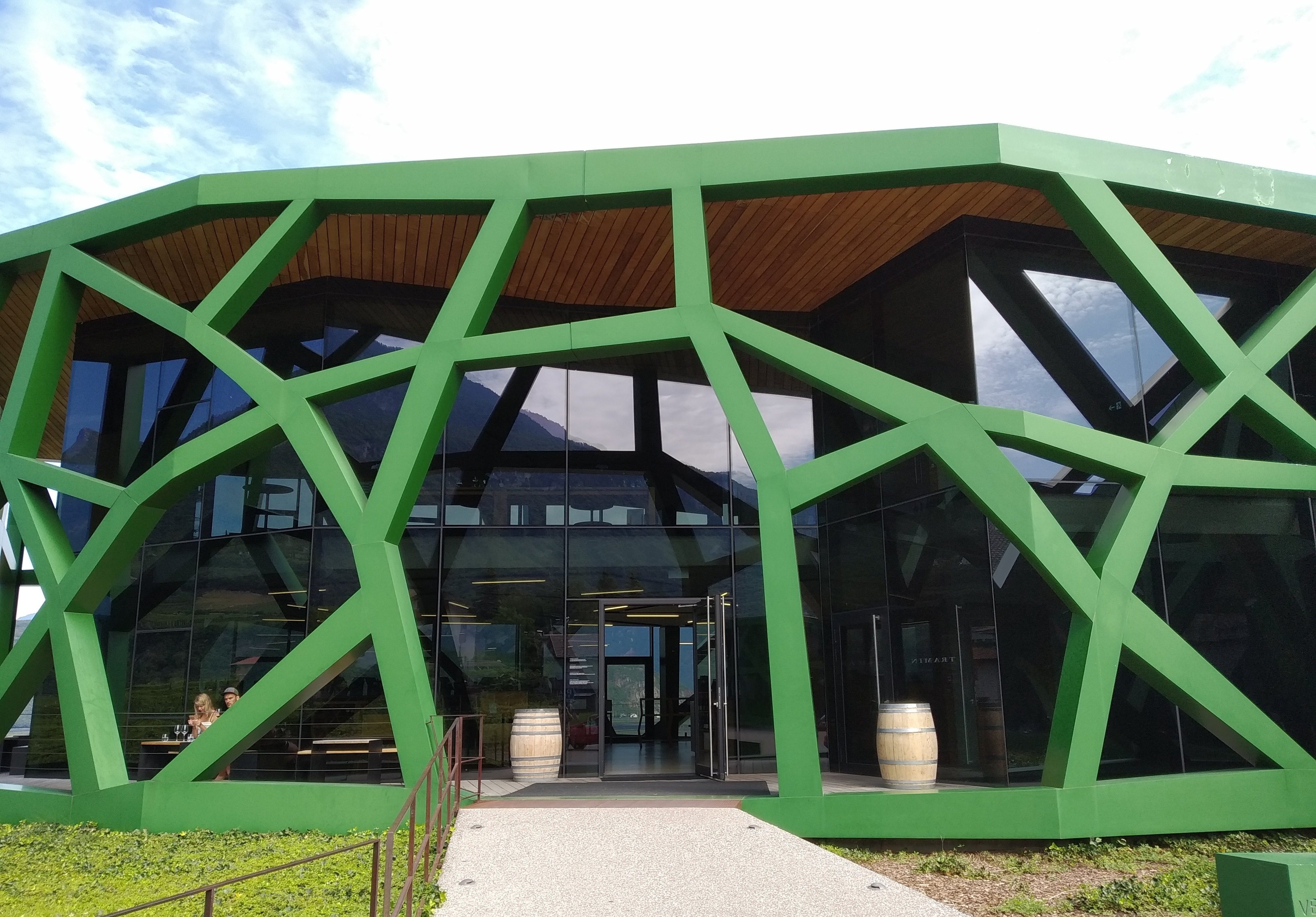
Kellerei Tramin

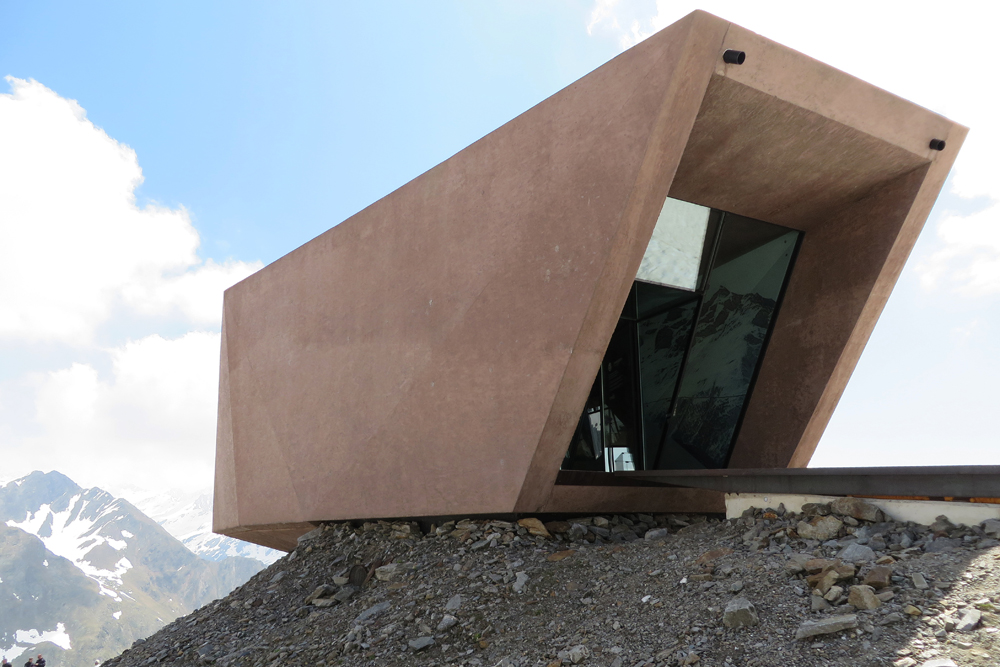
Timmelsjoch Experience

Tscholl studierte bis 1981 an der Universität Florenz Architektur. Seit 1983 betreibt er sein eigenes Architekturbüro in Morter im Vinschgau.
Bekanntheit erlangte Tscholl insbesondere durch seine Projekte für private Wohnhäuser in Südtirol. Auf sich aufmerksam machte er aber auch durch Adaptierungen historischer Bausubstanz (etwa von Schloss Sigmundskron bei Bozen oder von Stift Marienberg bei Mals) und Projekte für Gewerbebauten (etwa die Kellerei Tramin). Bemerkenswert ist der Erweiterungsbau der Schule für Land- und Forstwirtschaft in Burgeis im Vinschgau. Wegen des Landschafts- und Ensembleschutzes war ein Gebäude neben der Fürstenburg, dem Sitz der Schule, nicht möglich. Tscholl hat den bergseitigen Hang neben der Burg ausgehöhlt und den dreigeschossigen Neubau darin „versteckt“: In der schon vorher vorhandenen Stützmauer neben der Zufahrtsstraße sind nur die Eingänge sichtbar, im Grashang darüber öffnen sich atriumartige Lichthöfe, das einzige von außen erkennbare Element des Bauwerks. Nach vier Jahren Planung (2000–2004) begannen die Bauarbeiten, die Schlüsselübergabe erfolgte am 10. September 2011.
2002 nahm Tscholl an der Architekturbiennale Venedig teil. Seinem mehrfach ausgezeichneten Werk (1993 und 2006 Premio Architettura Città di Oderzo, 2006 und 2008 Dedalo Minosse Prize, 2016 Premio Architetto Italiano) wurden diverse Einzelausstellungen gewidmet.